# Andrea Ivančević
Andrea Ivančević (Zagreb, 21. kolovoza 1984. - ) je hrvatska sprinterica specijalizirana za utrke na 60m te 60 i 100 metara s preponama, u kojima je vlasnica hrvatskih državnih rekorda.  Andrea Hrvatsku predstavlja na Europskim, Europskim dvoranskim i Svjetskim prvenstvima u atletici. Prva hrvatska atletičarka koja je 100m prepone otrčala ispod 13 sekundi (2015.) i 60m prepone ispod 8 sekundi (2015.).

## Karijera
Andrea je rođena u Zagrebu 21. kolovoza 1984., a već se od malih nogu počela baviti gimnastikom, sve do petnaeste godine kada se počinje baviti atletikom, jer u gimnastici nije ostvarivala značajnije i zapaženije rezultate. Atletika se odmah pokazala boljim izborom, te je Andrea nastupala na Svjetskim kadetskim prvenstvima 2001. i 2002., gdje je istrčala hrvatski državni kadetski rekord. 2003. je značajno popravila svoj osobni rekord na 13,86 s na 100 metara s preponama, 13,64 2004. i na 13,60 2005. godine. Na Europskom prvenstvu u atletici do 23 godine 2005. u Erfurtu, u Njemačkoj završila je na 18. mjestu s 13,88 s na 100 metara s preponama. Na 19. Europskom prvenstvu 2006. u Göteborgu, u Švedskoj osvojila je 32. mjesto s rezultatom 13,60 s u utrci na 100 metara s preponama. Sljedeće godine nastupila je i na Univerzijadi u Bangkoku, u Tajlandu. Istrčavši 13,84 s osvojila je 20. mjesto u kvalifikacijama.
Početkom 2008. istrčala je hrvatski rekord na 60 metara u dvorani u iznosu 7,32 sekunde. Iako je propustila dvije atletske sezone (2009. i 2010.), 2011. u štafeti 4×100 metara postavila je novi hrvatski državni rekord (45,14 s) na Europskom prvenstvu država. Također, Andrea je Hrvatsku predstavljala na Europskom dvoranskom prvenstvu u ateltici 2011. u Parizu, gdje se nije uspjela plasirati u završnicu natjecanja. Zbog ozljede je ponovno propuštala sezone 2012. i 2013.
9. veljače 2014. Ivančević je nastupila na dvoranskom mitingu u Budimpešti. U kvalfikacijama utrke na 60 metara s preponama istrčala je novi hrvatski državni dvoranski rekord (8,16 ), čime je ostvarila normu za nastup na Svjetskom dvoranskom prvenstvu u Sopotu 2014. Ivančević je popravila svoj i hrvatski rekord za jednu stotinku sekunde nakon što je u Linzu koncem siječnja ostvarila rezultat 8,17. Andrea je u završnici utrke u Budimpešti pobijedila s rezultatom 8,19. Uz nju je nastupila i Ivana Lončarek, koja je u finalu bila druga s vremenom 8,37, te Dora Paska, koja je bila šesta s 9,06.
Na Svjetskom dvoranskom prvenstvu 2014. u Sopotu, U Poljskoj, dvaput je istrčala hrvatski državni rekord na 60 metara s preponama - prvo je trčala 8,10 s u četvrtzavršnici, a potom 8,09 s u poluzavršnici.
18. veljače 2015. na dvoranskom mitingu u Łódźu  Andrea je ponovno istrčala novi hrvatski rekord na 60 m prepone s vremenom od 8,06 sekundi. Taj rezultat Andrea je trčala u kvalifikacijama, a u finalu je bila nešto sporija i osvojila drugo mjesto s 8,10, dok je pobjedu odnijela Ukrajinka Hanna Plotitsyna s pretrčanih 8,01 s.
30. svibnja 2015. na mitingu u Slovenskoj Bistrici Andrea Ivančević dva puta je popravljala hrvatski rekord na 100 m prepone. Prvo je u kvalifikacijama istrčala 13,04 da bi zatim u finalu pobijedila s 13,03, što je bilo samo 3 stotinke sekunde do norme za Svjetsko prvenstvo u Pekingu 2015. i Olimpijske igre 2016. u Rio de Janeiru. Na Europskom dvoranskom prvenstvu 2015. u Pragu, Andrea je završnici na 60 metara s preponama istrčala 8,02 s i osvojila 7. mjesto. 7. srpnja 2015. na Gyulai István Memorialu u Székesfehérváru Andera je istrčala dva nova hrvatska rekorda. 100 m prepone istrčala je za 12,87 što je ujedno i norma za Svjetsko prvenstvo u Pekingu te Olimpijske igre 2016. Andrea je prva hrvatska atletičarka koja je utrku na 100 m s preponama istrčala za manje od 13 sekundi. S tim rezultatom na mitingu je osvojila 3. mjesto, a pobjednica Lolo Jones je trčala 12,69. U utrci na 100 m popravila je hrvatski rekord za 4 stotinke sekunde istrčavši 11,44. Pobjednica je bila Veronica Campbell-Brown s rezultatom ispod 11 sekundi - 10,99, dok je Andrea s ovim rezultaom bila 10.
Predstavljajući Hrvatsku na Svjetskom prvenstvu u atletici 2015. u kineskom glavnom gradu Pekingu došla je do poluzavršnice, u kojoj je povela utrku i bila ravnopravna s pobjednicom Moskve 2013. Briannom Rollins, ali je nogom zakačila pretposljednju preponu i završila posljednja, te se nije uspjela plasirati u završnicu.
Predstavljajući Hrvatsku na Svjetskom dvoranskom prvenstvu u atletici 2016. u američkom Portlandu srušila je u poluzavršnici hrvatski rekord na 60 m prepone rezultatom 7,91 i bio je to treći rezultat kvalifikacija. U završnici je bila četvrta, što je najveći uspjeh hrvatskog sprinta ikad. Istrčala je 7,95. Pobijednica je Amerikanaka Nia Ali sa 7,81, druga je također Amerikanka Brianna Rollins sa 7,82, a treća Britanka Tiffany Porter sa 7,90.
| Atletičar        | Disciplina             | Vrijeme | Vrijeme | Poluzavršnica | Poluzavršnica | Završnica | Završnica |
| Atletičar        | Disciplina             | Vrijeme | Plasman | Vrijeme       | Plasman       | Vrijeme   | Plasman   |
| ---------------- | ---------------------- | ------- | ------- | ------------- | ------------- | --------- | --------- |
| Andrea Ivančević | 100 metara s preponama | 12,88   | 9. Q    | 33,95         | 20.           | DNA       | DNA       |

Na Olimpijskim igrama u Rio de Janeiru u svojoj kvalifikacijskoj skupini zauzela je četvrto mjesto, a izravno su mjesto u polufinalu izborile tri prvoplasirane. No, njezinih 12,90 sekundi bilo je najbolje što je trčala ove sezone i dovoljno za ulazak među šest trkačica koje su se u polufinale probile po vremenu. U polufinalu je s vremenom 12.93 sekunde zauzela šesto mjesto u svojoj skupini, odnosno ukupno 13. mjesto.
Na 68. Hanžekovićevom memorijalu 4. rujna 2018. u Zagrebu postigla je novi rekord Hrvatske na 100 metara s preponama, što je istrčala za 12,85 sekundi.

## Vanjske poveznice
- Slike Andree Ivančević sa Svjetskog prvenstva u atletici 2015. na zimbio.com pictures